# Roberto Colciago
Roberto Colciago (ur. 4 kwietnia 1968 w Saronno) – włoski kierowca wyścigowy.

## Kariera
Colciago rozpoczął karierę w wyścigach samochodowych w 1987 roku od startów we  Włoskiej Formule 3, gdzie raz zwyciężył. Z dorobkiem dziewięciu punktów uplasował się na dziewiątej pozycji w klasyfikacji generalnej. Trzy lata później w tej samej serii był już mistrzem. W późniejszych latach pojawiał się także w stawce Europejskiego Pucharu Formuły 3, Grand Prix Monako Formuły 3, Grand Prix Makau, Formuły 3000, Masters of Formula 3, Japońskiej Formuły 3, Niemieckiej Formuły 3, FIA Touring Car World Cup, Campionato Italiano Velocita Turismo, Spanish Touring Car Championship, Italian Super Touring Car Championship, Swedish Touring Car Championship, European Super Touring Cup, European Touring Car Championship, World Touring Car Championship, Campionato Italiano Turismo Endurance - Petrol oraz Italian Touring Endurance Championship.
W Formule 3000 Włoch wystartował w ośmiu wyścigach sezonu 1991 z włoską ekipą Crypton Engineering. Nigdy jednak nie zdobył punktów. Został sklasyfikowany na 23 miejscu w końcowej klasyfikacji kierowców.
W World Touring Car Championship Colciago startował w latach 2005-2007. W pierwszym sezonie startów z Hondą zdobył cztery punkty, co dało mu dziewiętnaste miejsce. Rok późnie przeniósł się do Seata. Po roku startów bez punktów, w sezonie 2007 uzbierał łącznie sześć punktów. W klasyfikacji końcowej był siedemnasty.